# Lundalands filharmoniska orkester
Lundalands Filharmoniker är en professionell symfoniorkester som har i uppdrag att sprida musik i Lundalandsområdet.
Orkestern bildades 2010 av Kävlinge kommun, i samarbete med dirigenten Kristofer Wåhlander, med hjälp av EU-metoden Leader Lundaland. Orkestern finansierar sin verksamhet med biljettintäkter, stöd från Kävlinge kommun, stiftelser samt kultursponsring från näringslivet.
Orkestern har specialiserat sig på att spela galakonserter i logar, ridhus, lagerlokaler och andra okonventionella platser på orter där man annars inte får uppleva en symfoniorkester. 
År 2010 blev orkestern inbjuden att inviga Citytunneln i Malmö tillsammans med artister som Håkan Hardenberger, Timbuktu, Marie Fredriksson, Ola Salo med flera.

## Fotnoter
1. ↑   Svenska dagbladet: Ny professionell symfoniorkester skapas i Skåne
2. ↑    Skånska dagbladet: Opera bjuder på världsartister
3. ↑  ”Citytunneln är invigd”. Citytunneln. 4 december 2010. https://news.cision.com/se/citytunneln/r/citytunneln-ar-invigd,c530635. Läst 16 april 2024 (via news.cision.com).